# 弗雷努瓦勒吕阿
弗雷努瓦勒吕阿（法語：Fresnoy-le-Luat，法語發音：[fʁɛnwa lə lɥa]）是法国瓦兹省的一个市镇，属于桑利斯区。

## 地理
弗雷努瓦勒吕阿（49°12'39"N, 2°46'7"E）面积11.5 平方千米，位于法国上法蘭西大區瓦兹省，该省份为法国北部内陆省份，北起索姆省，西接厄尔省和滨海塞纳省，南至塞纳-马恩省和瓦兹河谷省，东临埃纳省。
与弗雷努瓦勒吕阿接壤的市镇（或旧市镇、城区）包括：欧热圣樊尚、巴龙、蒙泰皮卢瓦、罗西耶尔、吕利、特吕米利。

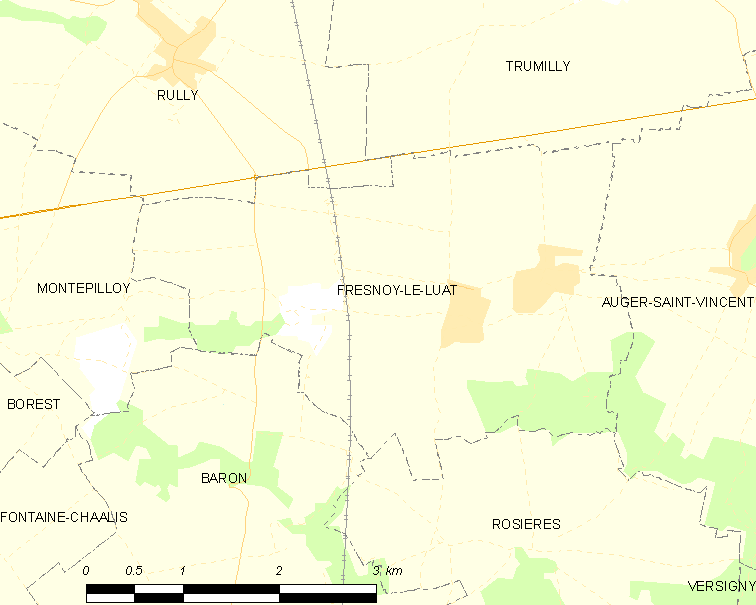
弗雷努瓦勒吕阿的OSM定位图

弗雷努瓦勒吕阿的时区为UTC+01:00、UTC+02:00（夏令时）。

## 行政
弗雷努瓦勒吕阿的邮政编码为60800，INSEE市镇编码为60261。

## 政治
弗雷努瓦勒吕阿所属的省级选区为楠特伊勒欧杜安县。

## 人口

1962-2008年间弗雷努瓦勒吕阿人口变化图示

弗雷努瓦勒吕阿于2022年1月1日时的人口数量为547人。